# 給茶機

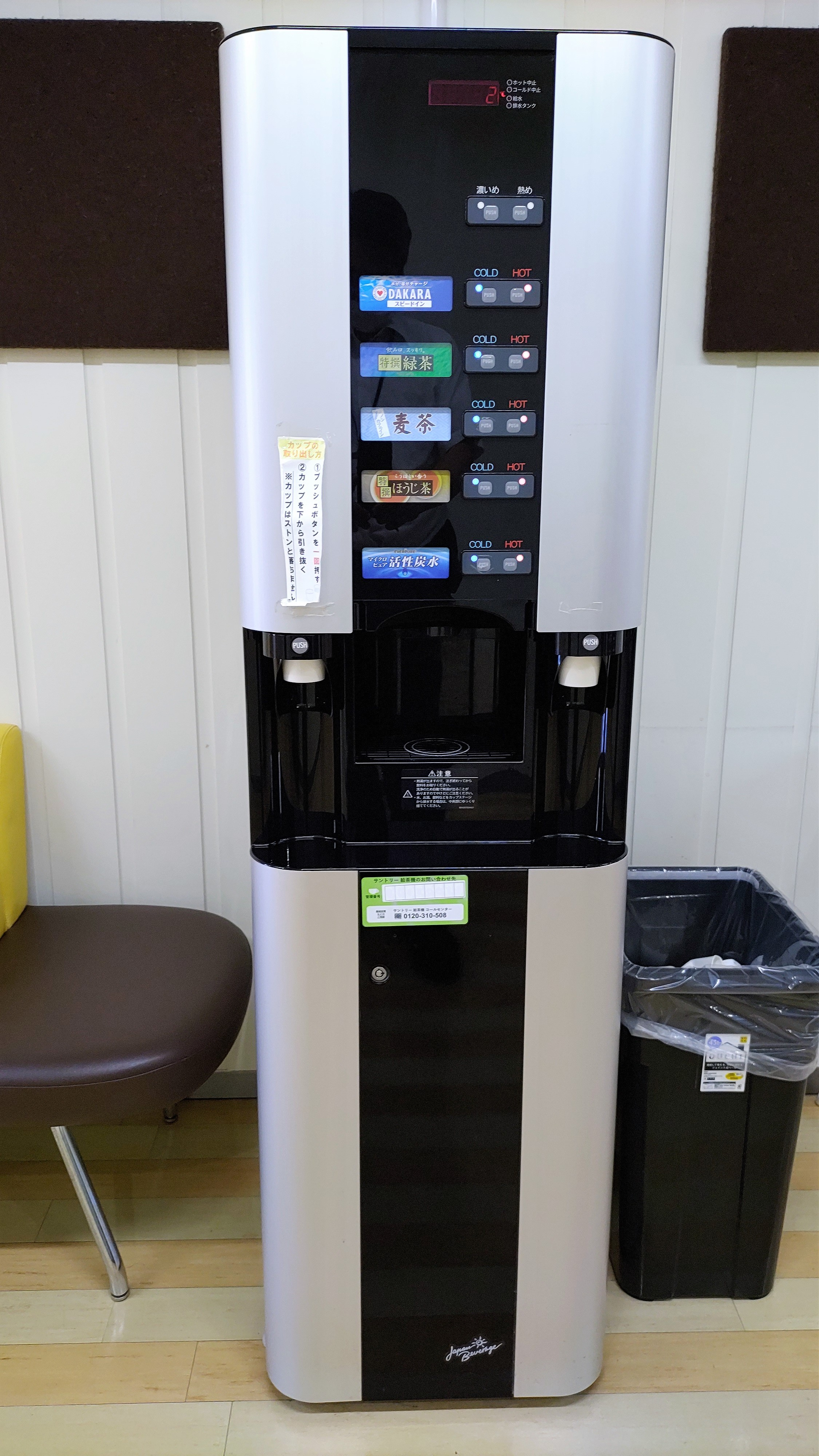
給茶機

給茶機（きゅうちゃき）は、食堂や休憩施設、オフィス・商業施設などに設置して、茶・コーヒーや冷水・湯などの飲み物を提供する装置である。ティーサーバー (tea server) とも呼ばれる。

## 設置目的
給茶機は、来客や会社の従業員などに福利厚生として茶や飲み水などを提供するために設置されることが多い。またサービスとして、病院・サービスエリア・介護施設などにも設置されている。通常は無料で飲み物を提供するものであるが、硬貨の投入口を設けて有料制としている機械もある。この場合は飲料の自動販売機に近いものとなる。冷水のみ提供できる機械は冷水機と呼ばれる。またコーヒーなど他の種類の飲み物を提供できる装置もある。湯を供給できる機種では、カップ麺を作るといった目的でも利用される。

## 構造
茶を淹れるために必要とされる水は、上水道から直接ホースなどを接続して供給する構造のものと、タンクに入れて給茶機にセットするものがある。上水道から直接接続するものでは、水を補給する手間が掛からないが、水の配管を新たに工事するか既に配管がある場所に給茶機を設置する必要があり、場所の制約を受けるという問題がある。タンク式のものでは設置場所が自由になるが、水を定期的に補給しなければならない。近年では、給茶機内部に浄水器が標準装備され水道水に含まれる塩素臭などを除去できるようになっている。
前面には給茶を開始するためのボタンが設置されている。複数種類の飲み物を供給できる機種では、飲み物の種類を選択できるように必要な数だけのボタンが設置されている。また熱い茶と冷たい茶を選択できるものもある。機種によっては茶の抽出を濃い目にする選択機能の付いているものもある。
給茶のボタンを押すと、下部の注ぎ口から茶が出てくる。通常は、1回ボタンを押すと1杯分の茶が供給される仕組みになっており、ボタンを押している時間だけ給茶されるわけではない。これに対して水や湯の供給時にはボタンを押している時間だけ流れる仕組みになっているものがほとんどである。ただし、宿泊施設や供食施設など、大勢の客にポット入りの茶を供給する目的で用いている場所用に、大量の茶を連続抽出できるようになっている機種もある。
飲み残しを流したり、正しくコップで受け止められなかったりした水分を受け止めるために、給茶口の下部には簡単な流しが付けられている。ここに流された水分についても、直接外部に排出できるものと、一旦タンクに貯めておき後日人力で処理するものがある。給水・排水の方式ともに設置場所の都合に応じて機種のラインアップの中から選択されることになる。
茶の抽出に関しては、茶葉を使って抽出するものと、粉末方式のものがある。茶葉を用いた方が味としては優れているが、粉末方式にも茶殻が出ないというメリットがある。
茶葉方式では、茶葉をタンクから出して茶を抽出し、出がらしの茶殻を処分する機構になっている。機種により、1杯分ごとにこの動作を行うものと、何杯かまとめて行うものがある。